# Parastomella mylodontis
 (novembre 2019).
Genre
Espèce
Parastomella mylodontis, unique représentant du genre Parastomella, est une espèce de collemboles de la famille des Brachystomellidae.

## Distribution
Cette espèce est endémique du Chili.

## Publication originale
- Rapoport & Rubio, 1968 : Fauna colembológica de Chile, II. Acta Biológica venezueliense, vol. 6, no 1, p. 52–67.